# フォス・ド・イグアス国際空港
フォス・ド・イグアス国際空港（フォス・ド・イグアスこくさいくうこう、ポルトガル語: Aeroporto Internacional de Foz do Iguacu）は、ブラジル連邦共和国のパラナ州フォス・ド・イグアスにある国際空港。世界三大瀑布の一つとして知られるイグアスの滝の最寄の空港のひとつ。

## 就航航空会社
- ゴル航空（リオデジャネイロ、サンパウロ/グアル）
- LATAM ブラジル（サンパウロ/コンゴ、サンパウロ/グアル）
- アズールブラジル航空（カンピーナス、クリティーバ、フロリアノーポリス、ポルト・アレグレ）
- ジェットスマート航空（サンティアゴ）